# Fyropótamos
Fyropótamos (grec moderne : Φυροπόταμος) est une localité située dans le dème de Milos, dans le district régional de Milos, dans la périphérie d'Égée-Méridionale, en Grèce.
Selon le recensement de 2021, elle compte 2 habitants.
Elle est située à l'extrémité nord de l'île, à quatre kilomètres au nord-est de Pláka, la capitale de l'île, dans une petite baie.